# Браун, Николай Леопольдович
Николай Леопольдович Браун (1902—1975) — русский советский поэт, писатель и переводчик. Участник Великой Отечественной войны. Отец поэта и общественного деятеля Н. Н. Брауна.

## Биография
Родился 28 ноября 1902 года в селе Парахино Белёвского уезда Тульской губернии (ныне Арсеньевский район Тульской области). Но вероятная дата рождения 1900 год, место рождения не выявлено, возможно, город Орёл.
Отец, Леопольд Викентьевич Браун (умер в 1938), дворянин, католик, немец, владелец с 1900 года купленного имения в селе Парахино, деревнях Кандауровские выселки и Земляково Белёвского уезда совместно с супругой Ефросиньей Ивановной (умерла в 1937), православной. Имели 4 сыновей, по старшинству: Владимира, Николая, Корнея, Анатолия. Отдельно от них проживала сестра отца Матильда Викентьевна Браун.
Николай провёл юность в средней России, учился в школе в Орле.
Посещал в 1919-20 гг. занятия в Цехе поэтов, которым руководил Николай Гумилёв. Одновременно работал санитаром скорой помощи, актёром, в студенческих трудовых артелях, в редакциях «Красной газеты» и журнала «Звезда». В 1924 году вступил в Союз поэтов, был членом его правления. Входил в правление Всероссийского союза писателей. Во второй половине 1920-х годов входил в творческое объединение ленинградских писателей «Содружество» (вместе с Б. Лавренёвым, М. Комиссаровой, В. Рождественским, Н. Вагнером, Б. Четвериковым и др.).
В 1929 окончил литературный факультет Педагогического института в Ленинграде, где в 1926 вышел первый сборник его стихов: «Мир и мастер». Работал учителем и сотрудничал в различных ленинградских журналах.
Во время Великой Отечественной войны служил во флоте, перешёл на одном из кораблей Балтийского флота, предположительно на «Кришьянисе Вальдемарасе» из Таллина в Кронштадт 27-28 августа 1941 года, позднее был назначен военным корреспондентом в осажденный Ленинград. С 1934 по 1970 был делегатом всех съездов  СП СССР и РСФСР, но руководящих постов не занимал. В комсомоле и партии не состоял. В 1942 году был награждён орденом Красной звезды.
Принимал участие в работе над текстом гимна СССР, за что получил благодарность от Совнаркома.
Умер 12 февраля 1975 года в Ленинграде. Похоронен в Комарово.

## Личная жизнь
- Жена — Мария Комиссарова. 
  - Сын — Н. Н. Браун.

## Творчество
"Ранняя лирика Брауна написана под влиянием Б. Пастернака, О. Мандельштама и Н. Тихонова; «любил экспериментировать, искал приемы остранения... С течением времени поэзия Б. становится реалистической... у него много стихов, посвящённых разл. поэтам и писателям, напр. А. Пушкину и Н. Некрасову, А. Ахматовой, М. Цветаевой...  Не опускаясь до примитивной публицистики, Б. во все периоды своего творчества затрагивал также актуальные темы... и находил признание у критиков». 

Книги
- Мир и мастер, 1926
- Новый круг, 1928
- Вылазка в будущее, 1931
- Стихотворения, 1933
- Поединок, 1935
- Верность, 1936
- Звенья, 1937
- Открытые песни, 1940
- Новые стихи, 1940
- Военная весна, 1943
- Мой светлый край, 1945
- Морская слава, 1945
- Долины родины моей, 1947
- Земля в цвету, 1955
- Стихотворения, 1958
- Я слушаю время, 1960
- Новая лирика, 1958
- Живопись, 1963
- Я жгу костер, 1966
- Гимн одержимым, 1987
- Вехи времени, 1971
- Только о жизни, 1972
- Избранное в двух томах, 1972
- К вершине века, 1975, 1982
- На невских берегах. 1986